# Жаманшин, Нуртуяк
Нуртуяк Жаманшин (каз. Нұртұяқ Жаманшин; 1891 год — 1971 год) — заведующий конефермой колхоза «Коминтерн» Иргизского района Актюбинской области, Казахская ССР. Герой Социалистического Труда (1948).

## Биография
Нуртуяк Жаманшин родился в 1891 году в ауле № 4 Аманкульской волости Иргизского уезда Тургайской области, на территории современного Аманкольского сельского округа Иргизского района Актюбинской области Казахстана. Казах по национальности.
С юных лет занимался сельским хозяйством. В 1933 году начал работать в товариществе по совместной обработке земли «Жана дауыр», которое в 1939 году преобразовано в колхоз «Коминтерн».
В послевоенные годы возглавлял конеферму колхоза «Коминтерн», располагавшегося в посёлке Коминтерн Иргизского района. В 1947 году ферма добилась выдающихся результатов: от 138 конематок было выращено 138 жеребят при табунном содержании.
За высокие достижения в животноводстве в 1947 году Нуртуяк Жаманшин был удостоен звания Героя Социалистического Труда Указом Президиума Верховного Совета СССР от 23 июля 1948 года. Он был награждён орденом Ленина и золотой медалью «Серп и Молот». Этим же указом высокого звания были удостоены председатель колхоза «Коминтерн» Амирхан Барысбаев и передовые табунщики колхоза «Коминтерн» Есен Игибаев и Пшен Турегельдин. 
В 1948 году, вырастив 150 жеребят от 150 кобыл, Жаманшин был награждён вторым орденом Ленина.
Под руководством Жаманшина конеферма стабильно достигала высоких результатов. В 1952 году от каждой сотни конематок было получено и сохранено 100 жеребят. После реорганизации колхоза в 1957 году работал в совхозе «Иргизский» до выхода на пенсию в 1959 году.
В 1953 году был избран депутатом Коминтерновского аулсовета, возглавлял постоянную комиссию по животноводству.
С 1968 года — персональный пенсионер союзного значения. Проживал в посёлке Коминтерн (ныне село Кутиколь Аманкольского сельского округа Иргизского района). Скончался в 1971 году.

### Награды
Указом Президиума Верховного Совета СССР от 23 июля 1948 года «за получение высокой продуктивности животноводства в 1947 году» удостоен звания Героя Социалистического Труда с вручением ордена Ленина и золотой медали «Серп и Молот» .
Орден Ленина (7 октября 1949)

### Память
Решением акима Таупского сельского округа Иргизского района Актюбинской области от 4 июля 2011 года в честь Нуртуяка Жаманшина названа улица в селе Куйлыс, Иргизского района. 
В честь Нуртуяка Жаманшина названа улица в селе Кутиколь Иргизского района.